# Canton de Lamballe-Armor
Pour les articles homonymes, voir Lamballe (homonymie).
Le canton de Lamballe-Armor, précédemment appelé canton de Lamballe, est une circonscription électorale française située dans le département des Côtes-d'Armor et la région Bretagne.

## Histoire
Le canton de Lamballe a été créé en 1790.
De 1833 à 1848, les cantons de Lamballe et de Pléneuf avaient le même conseiller général. Le nombre de conseillers généraux était limité à 30 par département.
Un nouveau découpage territorial des Côtes-d'Armor entre en vigueur à l'occasion des élections départementales de mars 2015, défini par le décret du 13 février 2014, en application des lois du 17 mai 2013 (loi organique 2013-402 et loi 2013-403). Les conseillers départementaux sont, à compter de ces élections, élus au scrutin majoritaire binominal mixte. Les électeurs de chaque canton élisent au Conseil départemental, nouvelle appellation du Conseil général, deux membres de sexe différent, qui se présentent en binôme de candidats. Les conseillers départementaux sont élus pour 6 ans au scrutin binominal majoritaire à deux tours, l'accès au second tour nécessitant 12,5 % des inscrits au 1er tour. En outre la totalité des conseillers départementaux est renouvelée. Ce nouveau mode de scrutin nécessite un redécoupage des cantons dont le nombre est divisé par deux avec arrondi à l'unité impaire supérieure si ce nombre n'est pas entier impair, assorti de conditions de seuils minimaux. Dans les Côtes-d'Armor, le nombre de cantons passe ainsi de 52 à 27. Le nombre de communes du canton de Lamballe passe de 11 à 12.
Le nouveau canton de Lamballe est formé de communes des anciens cantons de Lamballe (11 communes) et de Matignon (1 commune). Avec ce redécoupage administratif, le territoire du canton s'affranchit des limites d'arrondissements, avec 11 communes incluses dans l'arrondissement de Saint-Brieuc et 1 dans l'arrondissement de Dinan. Le bureau centralisateur est situé à Lamballe, jusqu'à la création de la commune nouvelle de Lamballe-Armor le 1er janvier 2019. et le canton prend sa dénomination actuelle par décret du 24 février 2021.

## Représentation

### Conseillers d'arrondissement (de 1833 à 1940)
| Période                                  | Période      | Identité                                       | Étiquette    | Qualité |
| ---------------------------------------- | ------------ | ---------------------------------------------- | ------------ | --- |
| 1833                                     | 1839         | M. Bichemin                                    |              | Commandant de la Garde nationale, Lamballe                                                                  |
| 1839                                     | 1842         | M. Ravay                                       |              | Médecin à Lamballe                                                                                          |
| 1842                                     | 1852         | Achille, Marquis Urvoy de Closmadeuc           |              | Propriétaire, maire de Lamballe                                                                             |
| 1852                                     | 1858         | Célestin Haugoumar des Portes                  |              | Propriétaire à Lamballe                                                                                     |
| 1858                                     | 1871 (décès) | Jules, Marquis Urvoy de Closmadeuc (1816-1871) |              | Propriétaire, maire de Lamballe (1856 à 1870)                                                               |
| 1871                                     |              | François Louis Bedel (1828-1898)               |              | Médecin, propriétaire à Lamballe                                                                            |
|                                          |              |                                                |              | |
| 1895                                     | 1910         | Alexandre de Launay                            | Conservateur | Propriétaire à Lamballe                                                                                     |
| 1910                                     | 1925         | M. Lesné                                       | Libéral      | Négociant à Lamballe                                                                                        |
| 1925                                     | 1928         | Léon Pascal                                    | RG           | Pharmacien, maire de Lamballe                                                                               |
| 1928                                     | 1937         | Charles Cœuret                                 | Radical      | Cultivateur distillateur (bouilleur ambulant), conseiller municipal de Lamballe                             |
| 1937                                     | 1940         | Jean Gombault                                  | PDP          | Commerçant, adjoint au maire de Lamballe                                                                    |
| 1940                                     |              |                                                |              | Les conseils d'arrondissement ont été suspendus par la loi du 12 octobre 1940 et n'ont jamais été réactivés |
| Les données manquantes sont à compléter. |              |                                                |              | |

### Conseillers généraux de 1833 à 2015
| Période                                  | Période      | Identité                              | Étiquette          | Qualité |
| ---------------------------------------- | ------------ | ------------------------------------- | ------------------ | --- |
| 1833                                     | 1848         | Charles Jean Thoreux                  |                    | Propriétaire, maire de Lamballe                                                                                     |
| 1848                                     | 1852         | Pierre Sévoy (1786-1871)              |                    | Ancien Sous-Préfet de Dinan, propriétaire à Lamballe                                                                |
| 1852                                     | 1856 (décès) | Achille, Marquis Urvoy de Closmadeuc, |                    | Maire de Lamballe (1844-1856), conseiller d'arrondissement                                                          |
| 1856                                     | 1874         | Célestin Haugoumar des Portes         |                    | Propriétaire à Lamballe, conseiller d'arrondissement                                                                |
| 1874                                     | 1880         | Jean-Marie Bedel                      |                    | Docteur-médecin Propriétaire à Lamballe                                                                             |
| 1880                                     | 1910         | Charles Haugoumar des Portes          | Droite royaliste   | Propriétaire agricole Sénateur (1893-1911) Président du Conseil Général (1892-1894)                                 |
| 1910                                     | 1922         | Alexandre de Launay (1855-1929)       | Conservateur       | Propriétaire à Lamballe                                                                                             |
| 1922                                     | 1928         | Yves Sangan                           | RG                 | Agent-voyer principal en retraite Premier adjoint au maire de Lamballe                                              |
| 1928                                     | 1940         | Léon Pascal (1882-1960)               | RG                 | Pharmacien Maire de Lamballe, conseiller d'arrondissement Nommé conseiller départemental en 1943 (n'a jamais siégé) |
|                                          |              |                                       |                    | |
| 1945                                     | 1951         | Charles Coeuret                       | Rad.soc. puis SFIO | Commerçant, ancien résistant FFI Maire de Lamballe (1945-1947)                                                      |
| 1951                                     | 1970         | Jean Gombault (1890-1980)             | UDSR puis DVD      | Commerçant en épicerie fine, ancien conseiller d'arrondissement Maire de Lamballe (1947-1959)                       |
| 1970                                     | 2008         | Sébastien Couépel                     | DVD puis UDF       | Agriculteur Maire d'Andel (1965-2008) Député des Côtes-d'Armor (1978-1981/1986-1988)                                |
| 2008                                     | 2015         | Marie-Christine Cléret                | PS                 | Adjointe au maire de Lamballe Maire déléguée de Maroué                                                              |
| Les données manquantes sont à compléter. |              |                                       |                    | |

### Représentation après 2015
| Période élective | Période élective | Mandat | Mandat   | Identité                 | Nuance | Nuance | Qualité |
| ---------------- | ---------------- | ------ | -------- | ------------------------ | ------ | ------ | --- |
| 2015             | 2021             | 2015   | 2021     | Marie-Christine Cléret   |        | PS     | Adjointe au maire de Lamballe jusqu'en 2020 Maire déléguée de Maroué jusqu'en 2020                               |
| 2015             | 2021             | 2015   | 2021     | Robert Rault             |        | PS     | Enseignant en économie Maire de Noyal (2008-2020)                                                                |
| 2021             | 2028             | 2021   | en cours | Robert Rault             |        | PS     | Conseiller sortant                                                                                               |
| 2021             | 2028             | 2021   | en cours | Nathalie Travert Le Roux |        | DVG    | Éducatrice spécialisée, maire de Landéhen 12ème vice-présidente déléguée au Patrimoine immobilier et au Tourisme |

### Résultats détaillés

#### Élections de mars 2015
À l'issue du 1er tour des élections départementales de 2015, deux binômes sont en ballottage : Marie-Christine Cléret et Robert Rault (PS, 43,74 %) et Jean-Luc Guymard et Rosalie Le Boëdec (DVD, 30,21 %). Le taux de participation est de 56,12 % (10 043 votants sur 17 897 inscrits) contre 56,24 % au niveau départementalet 50,17 % au niveau national.
Au second tour, Marie-Christine Cléret et Robert Rault (PS) sont élus avec 53,71 % des suffrages exprimés et un taux de participation de 56,03 % (5 033 voix pour 10 025 votants et 17 892 inscrits).

#### Élections de juin 2021
Le premier tour des élections départementales de 2021 est marqué par un très faible taux de participation (33,26 % au niveau national). Dans le canton de Lamballe-Armor, ce taux de participation est de 37,37 % (6 752 votants sur 18 068 inscrits) contre 39,37 % au niveau départemental. À l'issue de ce premier tour, deux binômes sont en ballottage : Robert Rault et Nathalie Travert Le Roux (DVG, 57,19 %) et Véronique Delaitre et Jean-Luc Guymard (Union au centre et à droite, 29,12 %).
Le second tour des élections est marqué une nouvelle fois par une abstention massive équivalente au premier tour. Les taux de participation sont de 34,3 % au niveau national, 40,31 % dans le département et 38,62 % dans le canton de Lamballe-Armor. Robert Rault et Nathalie Travert Le Roux (DVG) sont élus avec 62,21 % des suffrages exprimés (4 074 voix pour 6 980 votants et 18 072 inscrits),,. 

## Composition

### Composition avant 2015

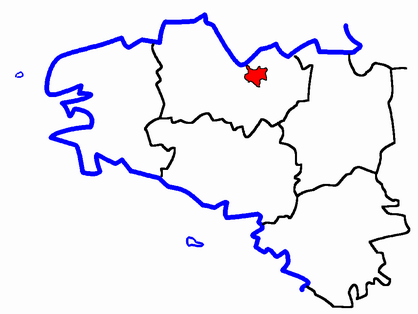
Situation du canton de Lamballe dans le département des Côtes-d'Armor avant 2015.

Le canton de Lamballe regroupait onze communes.
| Nom                  | Code Insee | Codepostal | Superficie (km2) | Population (dernière pop. légale) | Densité (hab./km2) |
| -------------------- | ---------- | ---------- | ---------------- | --------------------------------- | ------------------ |
| Lamballe (chef-lieu) | 22093      | 22400      | 76,29            | 12 314 (2012)                     | 161                |
| Andel                | 22002      | 22400      | 12,20            | 1 119 (2012)                      | 92                 |
| Coëtmieux            | 22044      | 22400      | 8,02             | 1 662 (2012)                      | 207                |
| Landéhen             | 22098      | 22400      | 11,80            | 1 363 (2012)                      | 116                |
| La Malhoure          | 22140      | 22640      | 5,02             | 513 (2012)                        | 102                |
| Meslin               | 22151      | 22400      | 13,92            | 1 008 (2012)                      | 72                 |
| Morieux              | 22154      | 22400      | 7,55             | 946 (2012)                        | 125                |
| Noyal                | 22160      | 22400      | 6,80             | 848 (2012)                        | 125                |
| Pommeret             | 22246      | 22120      | 13,35            | 2 028 (2012)                      | 152                |
| Quintenic            | 22261      | 22400      | 7,50             | 339 (2012)                        | 45                 |
| Saint-Rieul          | 22326      | 22270      | 6,37             | 510 (2012)                        | 80                 |

### Composition à partir de 2015
Après le redécoupage de 2014, le canton de Lamballe comprenait 12 communes entières.
À la suite de la fusion, au 1er janvier 2016, de Meslin avec Lamballe pour former une commune nouvelle et à la création le 1er janvier 2019 de la commune nouvelle de Lamballe-Armor regroupant l'ancienne commune nouvelle de Lamballe (absorbant Meslin), Morieux et Planguenoual, le canton comprend désormais dix communes :
| Nom                                    | Code Insee | Intercommunalité         | Superficie (km2) | Population (dernière pop. légale)                | Densité (hab./km2) | Modifier                                    |
| -------------------------------------- | ---------- | ------------------------ | ---------------- | ------------------------------------------------ | ------------------ | ------------------------------------------- |
| Lamballe-Armor (bureau centralisateur) | 22093      | CA Lamballe Terre et Mer | 130,65           | Fraction : 14 706 (2022) Commune : 16 911 (2022) | 129                | modifier les données · modifier les données |
| Andel                                  | 22002      | CA Lamballe Terre et Mer | 12,20            | 1 170 (2022)                                     | 96                 | modifier les données · modifier les données |
| Coëtmieux                              | 22044      | CA Lamballe Terre et Mer | 8,02             | 1 840 (2022)                                     | 229                | modifier les données · modifier les données |
| Hénansal                               | 22077      | CA Lamballe Terre et Mer | 29,00            | 1 263 (2022)                                     | 44                 | modifier les données · modifier les données |
| Landéhen                               | 22098      | CA Lamballe Terre et Mer | 11,80            | 1 445 (2022)                                     | 122                | modifier les données · modifier les données |
| La Malhoure                            | 22140      | CA Lamballe Terre et Mer | 5,02             | 621 (2022)                                       | 124                | modifier les données · modifier les données |
| Noyal                                  | 22160      | CA Lamballe Terre et Mer | 6,80             | 981 (2022)                                       | 144                | modifier les données · modifier les données |
| Pommeret                               | 22246      | CA Lamballe Terre et Mer | 13,35            | 2 119 (2022)                                     | 159                | modifier les données · modifier les données |
| Quintenic                              | 22261      | CA Lamballe Terre et Mer | 7,50             | 364 (2022)                                       | 49                 | modifier les données · modifier les données |
| Saint-Rieul                            | 22326      | CA Lamballe Terre et Mer | 6,37             | 548 (2022)                                       | 86                 | modifier les données · modifier les données |
| Canton de Lamballe-Armor               | 2206       |                          |                  | 25 057 (2022)                                    |                    | modifier les données                        |

## Démographie

### Démographie avant 2015
| 1962   | 1968   | 1975   | 1982   | 1990   | 1999   | 2006   | 2011   | 2012   |
| ------ | ------ | ------ | ------ | ------ | ------ | ------ | ------ | ------ |
| 14 189 | 14 424 | 14 958 | 16 048 | 17 441 | 18 588 | 20 168 | 22 489 | 22 650 |

### Démographie depuis 2015
En 2022, le canton comptait 25 057 habitants, en évolution de +2,83 % par rapport à 2016 (Côtes-d'Armor : +1,78 %, France hors Mayotte : +2,11 %).
| 2013   | 2018   | 2022   |
| ------ | ------ | ------ |
| 23 825 | 24 531 | 25 057 |